# Brysselkex

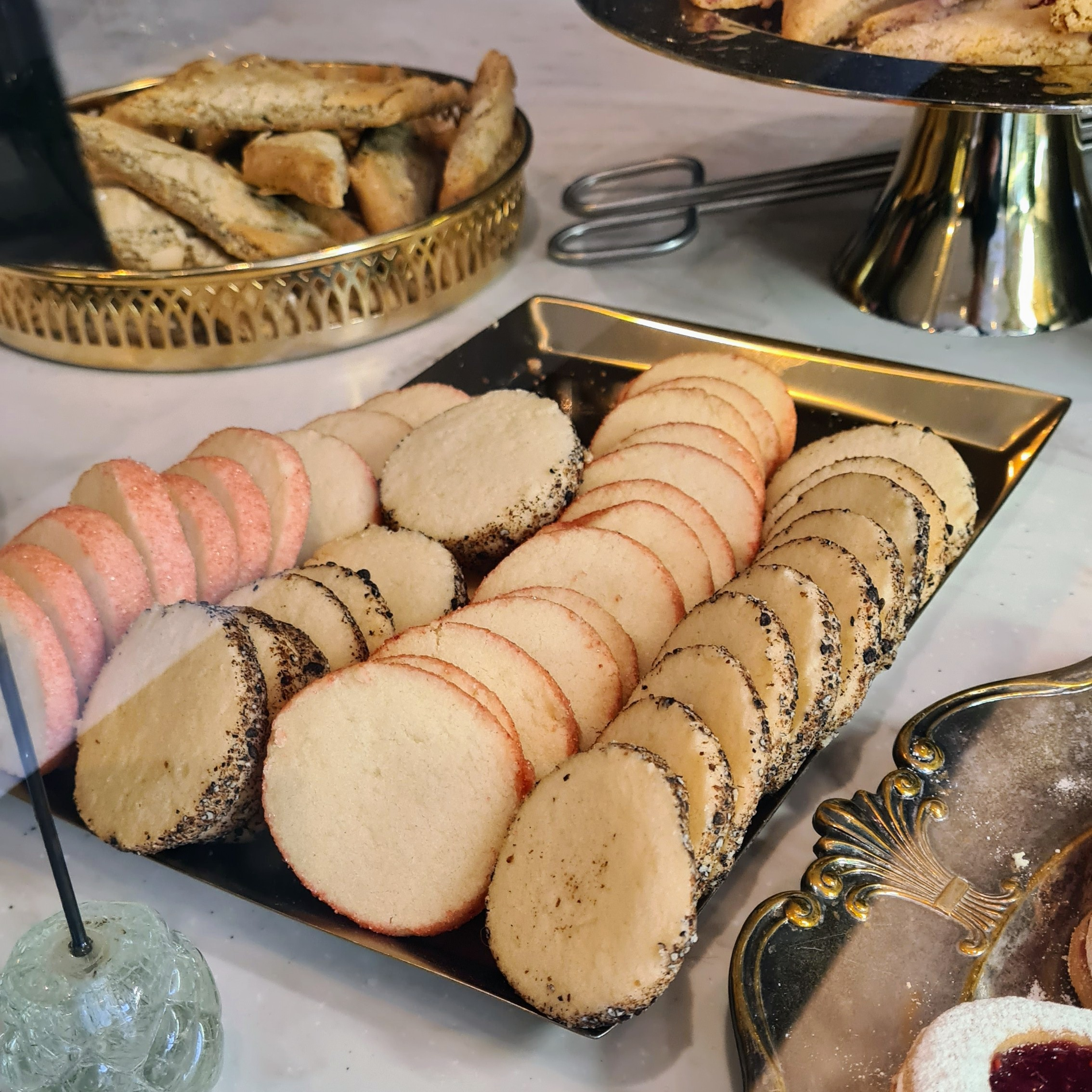
Ett fat med brysselkex.

Brysselkex är en småkaka gjord på mördeg, vars kanter har rullats i karamellfärgat socker. Småkakan återfinns i bakboken Sju sorters kakor.